# Schwimm- und Sportverein Ulm 1846 Fußball
L'SSV Ulm 1846 Fußball, in italiano SSV Ulma 1846 e Ulma 1846, è una società calcistica tedesca di Ulma, Baden-Württemberg. La squadra milita in 3. Liga, la terza serie del campionato tedesco.
La società fu formata nel 2009 quando la sezione calcistica, fondata nel 1893, si staccò dalla società polisportiva SSV Ulm 1846.

## Storia

### TSG Ulm 1846
Nel 1893 si formò una sezione calcistica all'interno del Privatturnverein Ulm che nel 1909 diventò Ulmer FV 1894. Quest'ultimo si fuse nel 1939 con il Turnerbund 1846 Ulm, il Turnverein 1868 Ulm e l'SpVgg Ulm 1889, creando il TSG Ulm 1846.
Dal 1933 l'Ulmer FV e poi il TSG Ulm 1846 giocarono in Gauliga Württemberg, uno dei sedici gironi di massima divisione creati dal Terzo Reich nel 1933, militandovi fino alla fine della Seconda guerra mondiale (fatta eccezione per la stagione 1936/37). A partire dal dopoguerra la squadra militò per alcuni anni in Zweite Oberliga Süd (II) e per alcuni anni in Oberliga Süd, all'epoca uno dei cinque gironi della massima divisione. Con la creazione della Bundesliga nel 1963 il TSG Ulm 1846 fu relegato in Regionalliga Süd (II) e vi militò per un paio di stagioni prima di retrocedere in terza e quarta divisione. Nel 1968 RSV Ulm divenne parte del TSG Ulm 1846.

### 1. SSV Ulm
Dall'unione tra Sportverein Schwaben e 1.Schwimmverein Ulm nel 1928 nasce il 1.SSV Ulm ("1." significa "primo"). La squadra di calcio dal 1933 al 1942 giocò in Gauliga Württemberg. Nel dopoguerra il club militò tra la terza e la quarta serie.

### SSV Ulm 1846
Nel 1970 1.SSV Ulm e TSG Ulm 1846 si unirono per formare l'SSV Ulm 1846. Al momento della fusione, entrambe le società militavano in 1.Amateurliga Württemberg. La nuova squadra continuò a farlo per circa un decennio. Nel 1979 la squadra fu promossa in Zweite Bundesliga, la Serie B tedesca, e vi militò per sei dei successivi nove anni, terminando sempre a ridosso della zona retrocessione, eccezion fatta per un quinto posto conquistato nel 1982. Dopo un altro decennio passato in terza divisione l'Ulm passò in due anni dalla Regionalliga (Serie C in quei tempi in Germania) alla Bundesliga (Serie A tedesca), grazie ad un terzo posto finale in seconda divisione nella stagione 1998/1999. Ma la repentina promozione fu seguita da un altrettanto rapido crollo: dopo la retrocessione dalla Bundesliga (sedicesimo posto nella stagione 1999/2000) mancò la salvezza pure nella stagione 2000/2001 in seconda divisione. Nell'estate del 2001 la Federazione calcistica della Germania tolse la licenza professionistica alla squadra che fu ritirata completamente. La seconda squadra dell'associazione, militando all'epoca in Verbandsliga Württemberg (V, quinta lega), diventò quindi la prima squadra per la stagione 2001/2002. L'anno successivo la squadra ritornò in Oberliga Baden-Württemberg (IV, quarta lega), dove ha militato fino al 2008 per passare alla Regionalliga, la quarta lega in Germania a partire dalla stagione 2008/2009. A causa del fallimento della società alla fine del 2010 la squadra fu retrocessa in Oberliga Baden-Württemberg (V, quinta lega) dove ha giocato la stagione 2011/2012, ottenendo il primo posto e quindi il ritorno in Regionalliga (IV, quarta lega). Alla fine della stagione 2013/2014, a causa di un nuovo fallimento della società, la squadra fu nuovamente retrocessa in Oberliga Baden-Württemberg (V, quinta lega). Nella stagione 2015/2016 la squadra ha raggiunto il primo posto e quindi la promozione in Regionalliga.

## Palmarès

### Competizioni nazionali
- Fußball-Regionalliga: 2

1997-1998 (Regionalliga Sud), 2022-2023
- 3. Liga: 1

2023-2024

### Altri piazzamenti
- 2. Fußball-Bundesliga:

Terzo posto: 1998-1999
- Gauliga Württemberg:

Secondo posto: 1934-1935, 1936-1937

## Organico

### Rosa 2023-2024
Rosa aggiornata al 2 Gennaio 2024.
| N. |                     | Ruolo | Calciatore        |
| -- | ------------------- | ----- | ----------------- |
| 1  | Germania (bandiera) | P     | Lorenz Otto       |
| 4  | Germania (bandiera) | D     | Tom Gaal          |
| 5  | Germania (bandiera) | D     | Johannes Reichert |
| 6  | Germania (bandiera) | D     | Thomas Geyer      |
| 7  | Germania (bandiera) | C     | Bastian Allgeier  |
| 8  | Germania (bandiera) | C     | Lukas Ahrend      |
| 9  | Germania (bandiera) | A     | Lucas Röser       |
| 10 | Germania (bandiera) | C     | Andreas Ludwig    |
| 11 | Germania (bandiera) | C     | Dennis Chessa     |
| 12 | Germania (bandiera) | P     | Marvin Seybold    |
| 18 | Germania (bandiera) | D     | Lennart Stoll     |
| 19 | Germania (bandiera) | C     | Moritz Hannemann  |
| 20 | Germania (bandiera) | C     | Lenn Jastremski   |
| 21 | Germania (bandiera) | C     | Nicolas Jann      |

| N. |                     | Ruolo | Calciatore              |
| -- | ------------------- | ----- | ----------------------- |
| 22 | Brasile (bandiera)  | C     | Léo Scienza             |
| 23 | Germania (bandiera) | C     | Max Brandt              |
| 24 | Germania (bandiera) | A     | Thomas Kastanaras       |
| 25 | Germania (bandiera) | D     | Lamar Yarbrough         |
| 26 | Germania (bandiera) | C     | Philipp Maier           |
| 27 | Germania (bandiera) | C     | David Grözinger         |
| 28 | Germania (bandiera) | C     | Sascha Risch            |
| 29 | Brasile (bandiera)  | C     | Dennis De Sousa Oelsner |
| 31 | Germania (bandiera) | A     | Tobias Rühle            |
| 32 | Germania (bandiera) | D     | Philipp Strompf         |
| 33 | Germania (bandiera) | A     | Felix Higl              |
| 35 | Germania (bandiera) | C     | Julian Kudala           |
| 39 | Germania (bandiera) | P     | Christian Ortag         |
| 43 | Germania (bandiera) | C     | Romario Rösch           |